# Əniq
Əniq è un comune dell'Azerbaigian situato nel distretto di Qusar. Conta una popolazione di 2 129 abitanti.